# Pardosa tasevi
Pardosa tasevi är en spindelart som beskrevs av Jan Buchar 1968. Pardosa tasevi ingår i släktet Pardosa och familjen vargspindlar. Inga underarter finns listade i Catalogue of Life.